# Casa dos Vaamonde
A Casa dos Vaamonde, também conhecida como Antigo Quartel de Carabineiros, é uma casa gótico-renascentista situada no centro histórico da cidade espanhola de Pontevedra.

## Localização
A casa está situada na esquina das ruas Amargura e Isabel II, na parte ocidental superior da cidade velha, perto da Basílica de Santa Maria Maior.

## História
Esta casa nobre é um dos edifícios civis mais antigos da cidade. Pertenceu originalmente à família Vaamonde ou Ba(h)amonde e foi construída entre o final do século XV e o início do século XVI, por volta de 1500. Foi construída num dos locais mais importantes da cidade na altura, na esquina da rua principal conhecida como Rua do Açougue (actual Rua Isabel II).
A família Vaamonde estendeu-se do norte da Galiza ao resto da Península Ibérica e, em Pontevedra, esteve ligada a importantes linhagens.
Apenas resta parte da casa nobre original, de maiores dimensões, que no século XV ocupava o espaço entre o Eirado de Santa María e a rua Amargura. No século XIX, a casa foi quartel dos Carabineiros e comando dos Carabineiros de Pontevedra, cuja função original era a vigilância da costa e das fronteiras. No século XX, na década de 1950, a casa foi utilizada como escola primária.

## Descrição
A casa é composta por um rés-do-chão e dois andares superiores que correspondem a três secções demarcadas por faixas horizontais de granito. Na fachada principal, a porta de entrada é precedida por três degraus de pedra. Apresenta um arco canopial de dois lóbulos com um pequeno brasão dividido em dois na chave. A metade esquerda do brasão (que apresenta um elmo com um penacho de uma só pena) é decorada com uma faixa de oito ordens correspondente a uma linhagem desconhecida e a outra metade com uma faixa de três e nove ordens, o brasão original da família Vaamonde.
Nesta fachada, existem duas janelas no primeiro piso, a da esquerda com arco canopial sobre lintel e decorada com entrelaçados, e outra janela com varanda no tramo superior. Na fachada lateral da Rua Isabel II, existe uma janela com arco rebaixado decorada com florões no rés-do-chão, duas outras janelas no primeiro andar e três outras (com duas varandas) no andar superior.
A cornija no topo das fachadas é decorada com meias esferas ou bolas de pedra, uma característica típica da arquitetura renascentista de Pontevedra, que também pode ser vista na cornija da Casa dos Sinos.
O brasão da casa vizinha ostenta também as armas da família Vaamonde, bem como as da família Mariño (três ondas) e as das famílias Andrade e Menelao (uma águia).

## Galeria

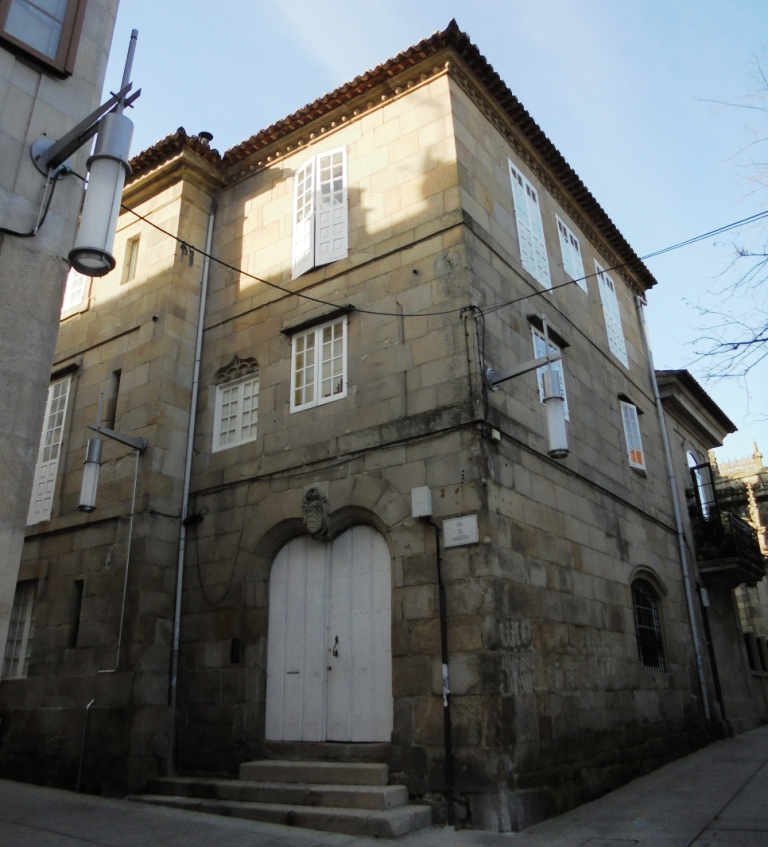
Fachadas
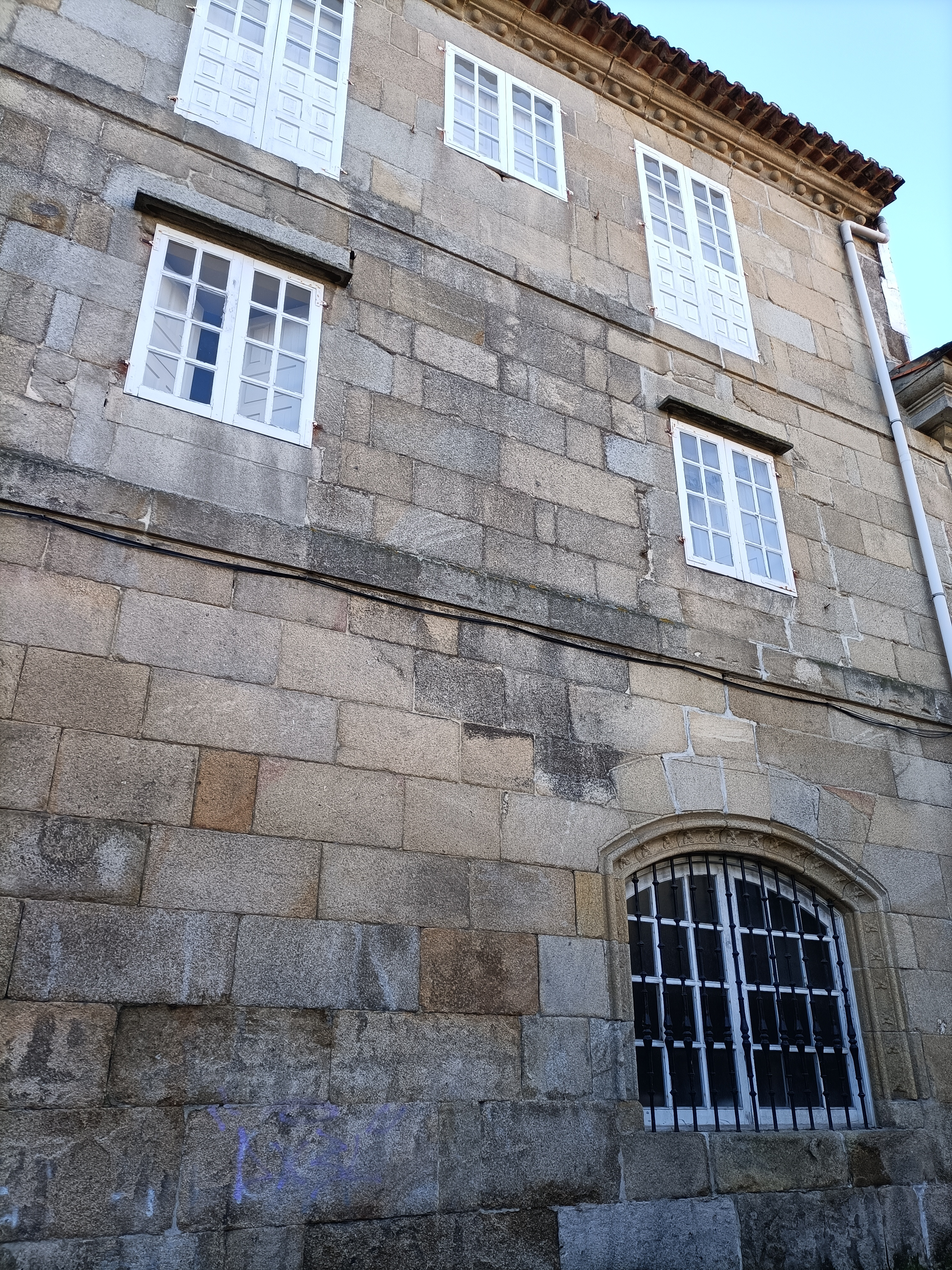
Fachada lateral da Casa dos Vaamonde
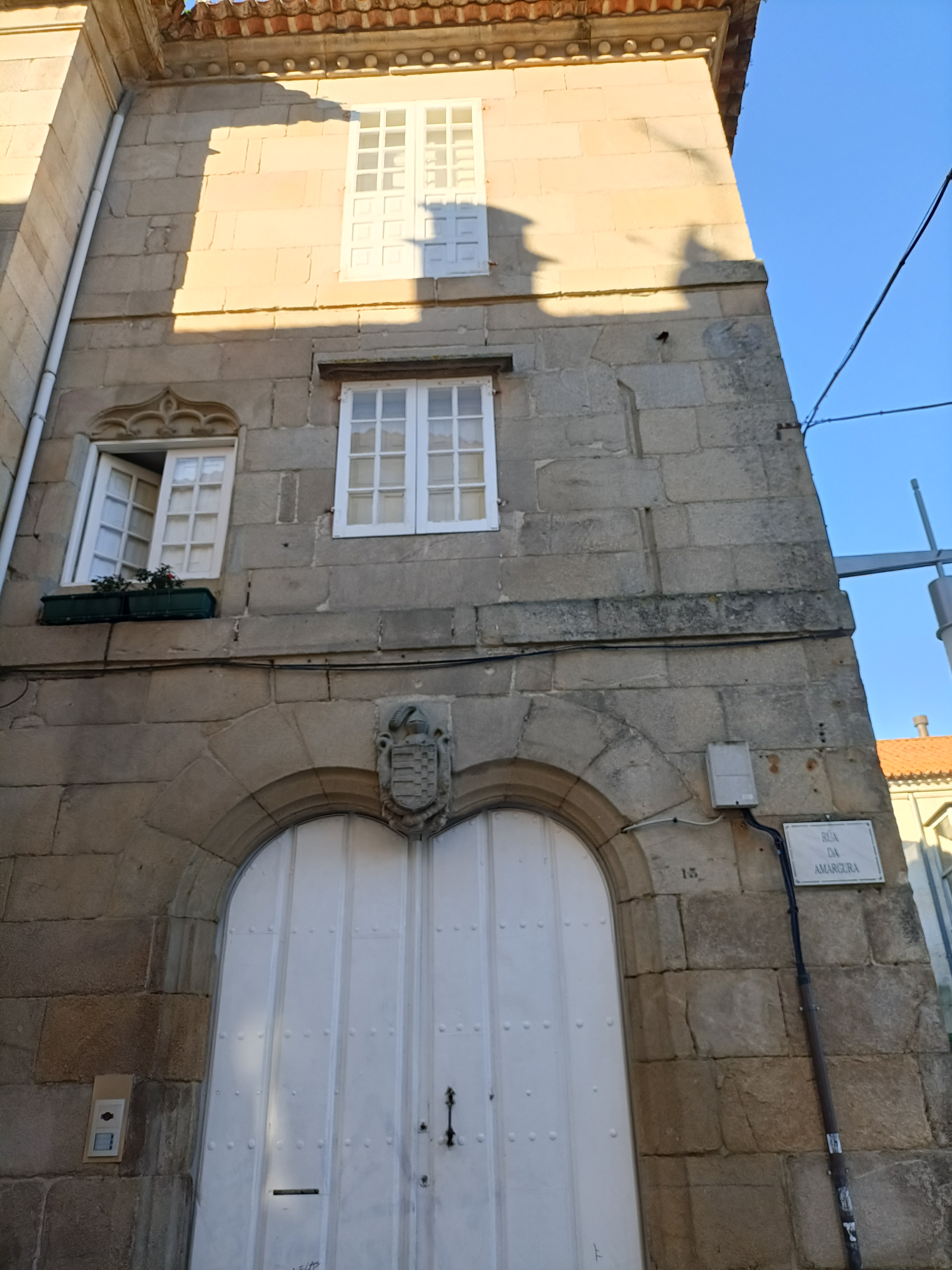
Fachada com janela com arco canopial decorada com entrelaçados
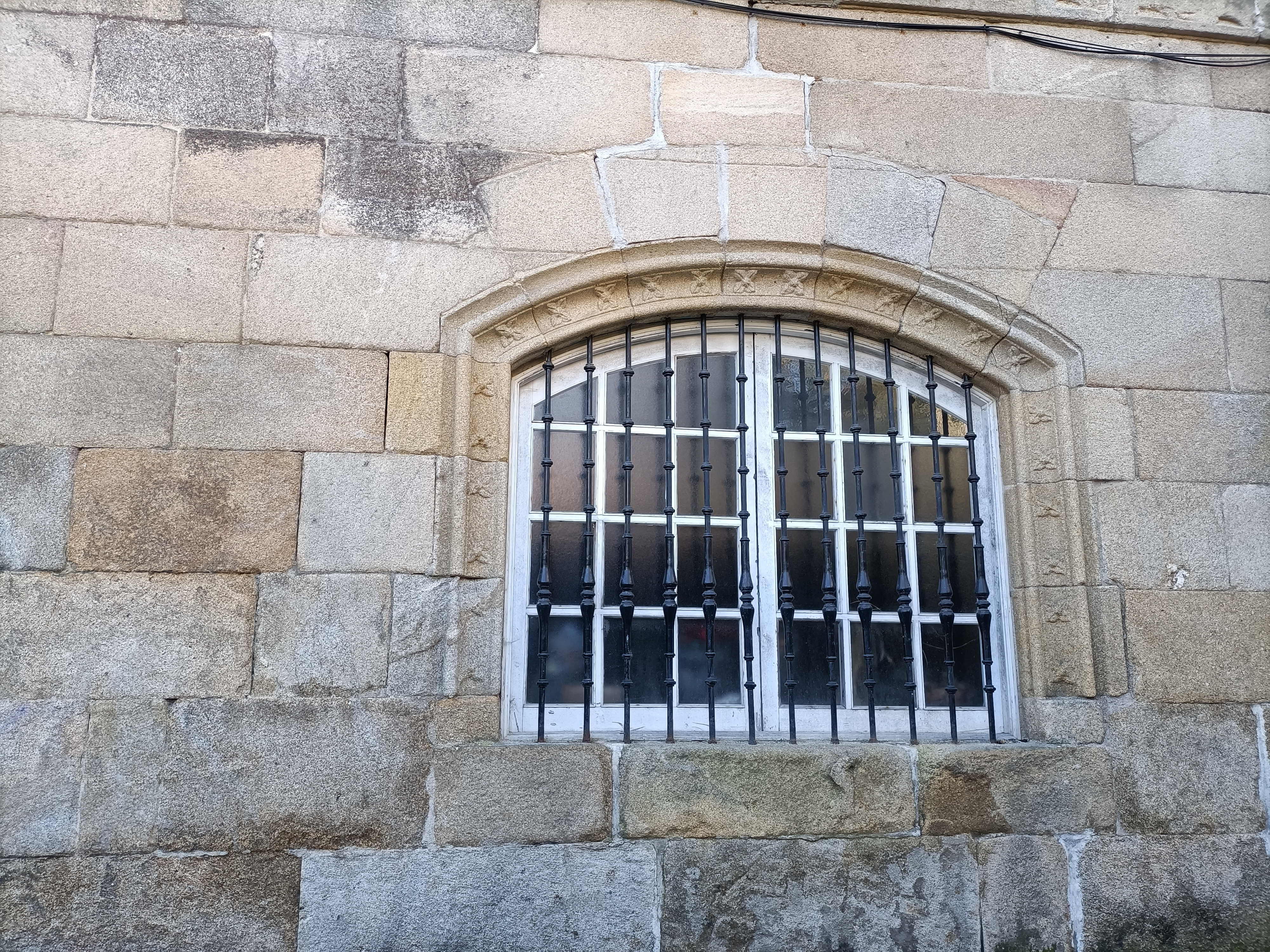
Janela com decoração de florões
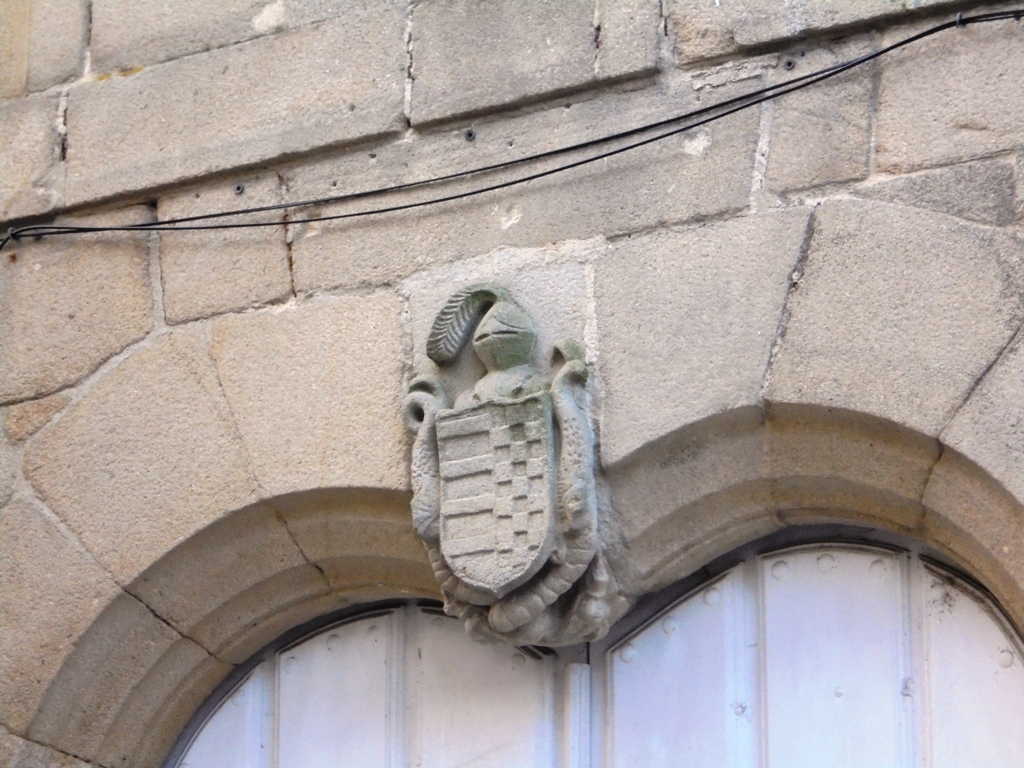
Brasão de armas da Casa dos Vaamonde
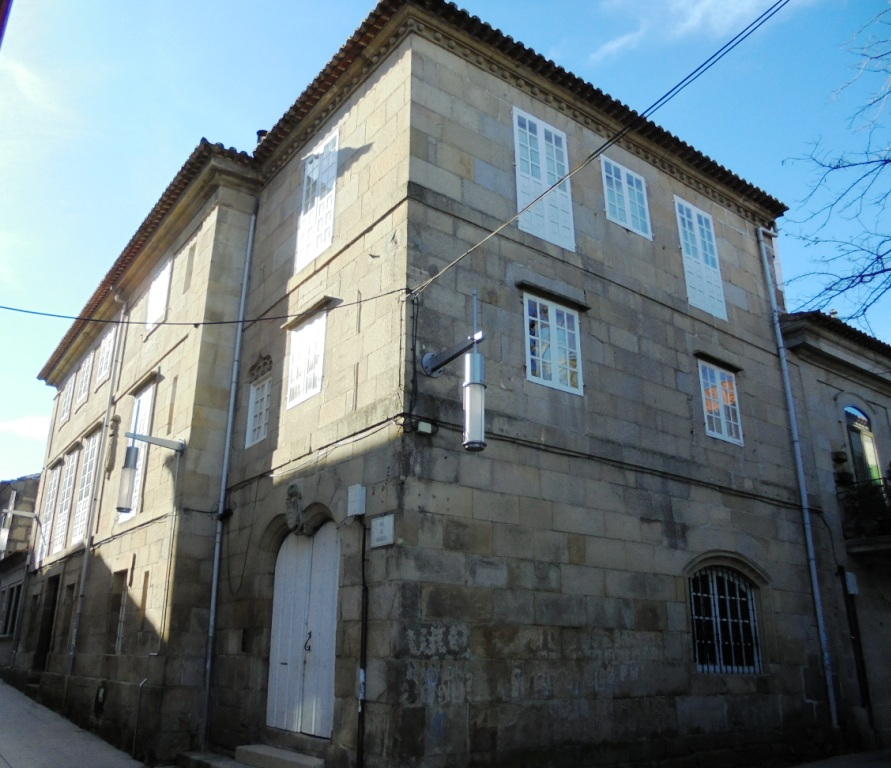
Fachada lateral da Casa dos Vaamonde
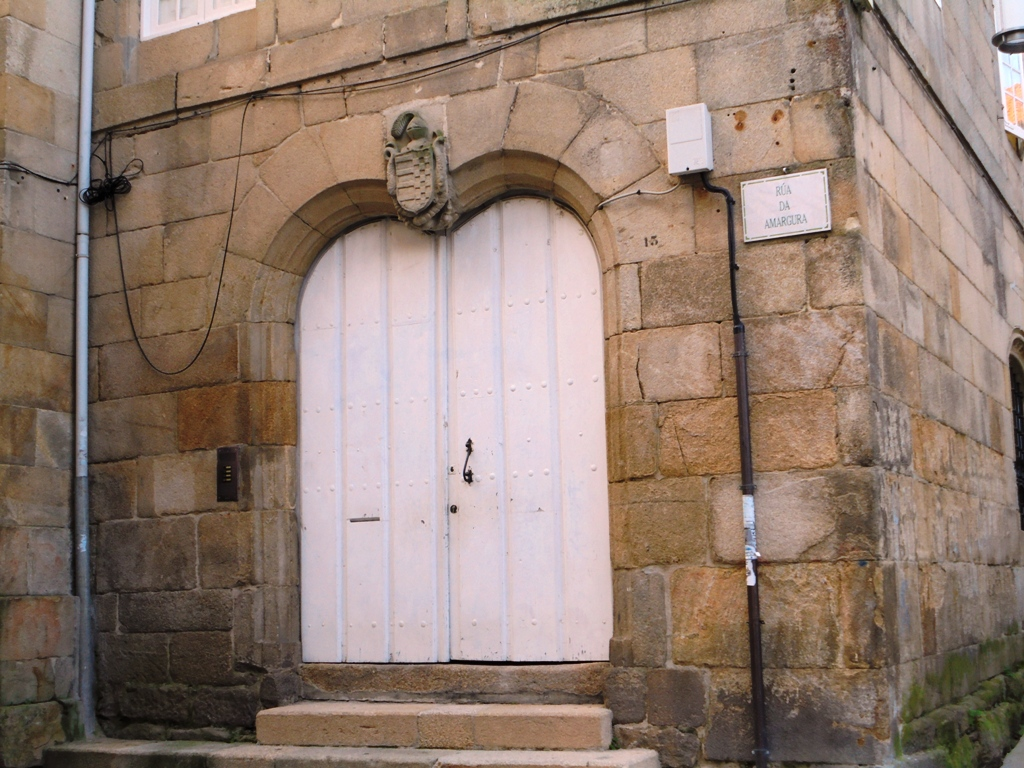
Fachada renascentista
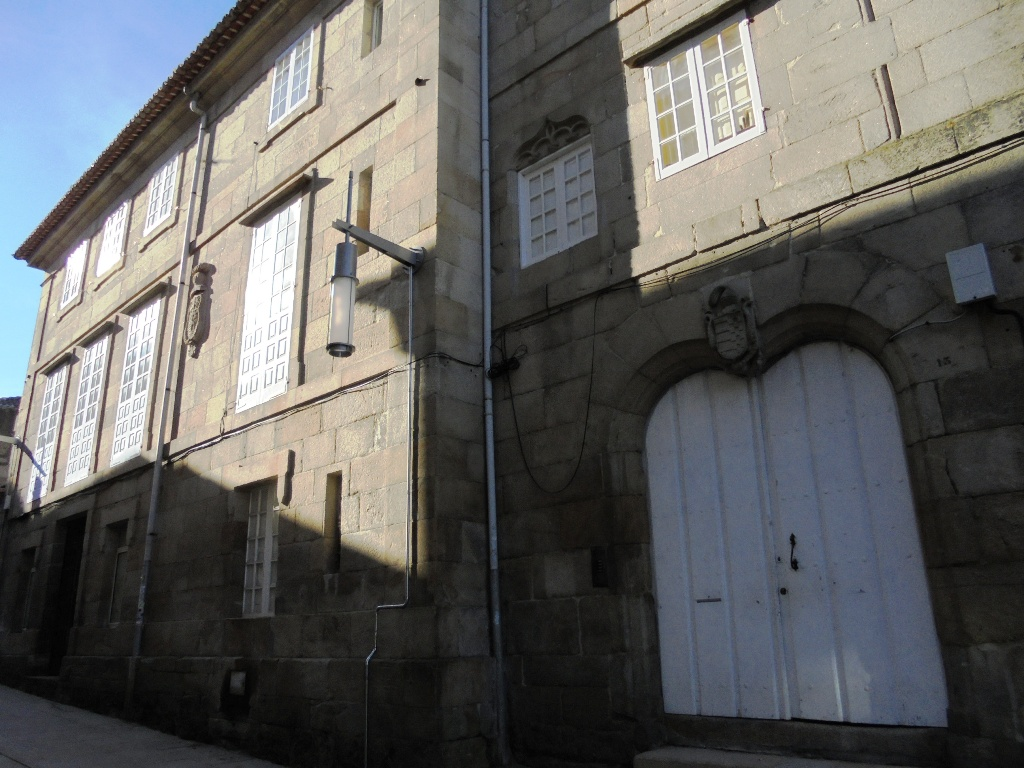
Fachada principal contígua à casa vizinha
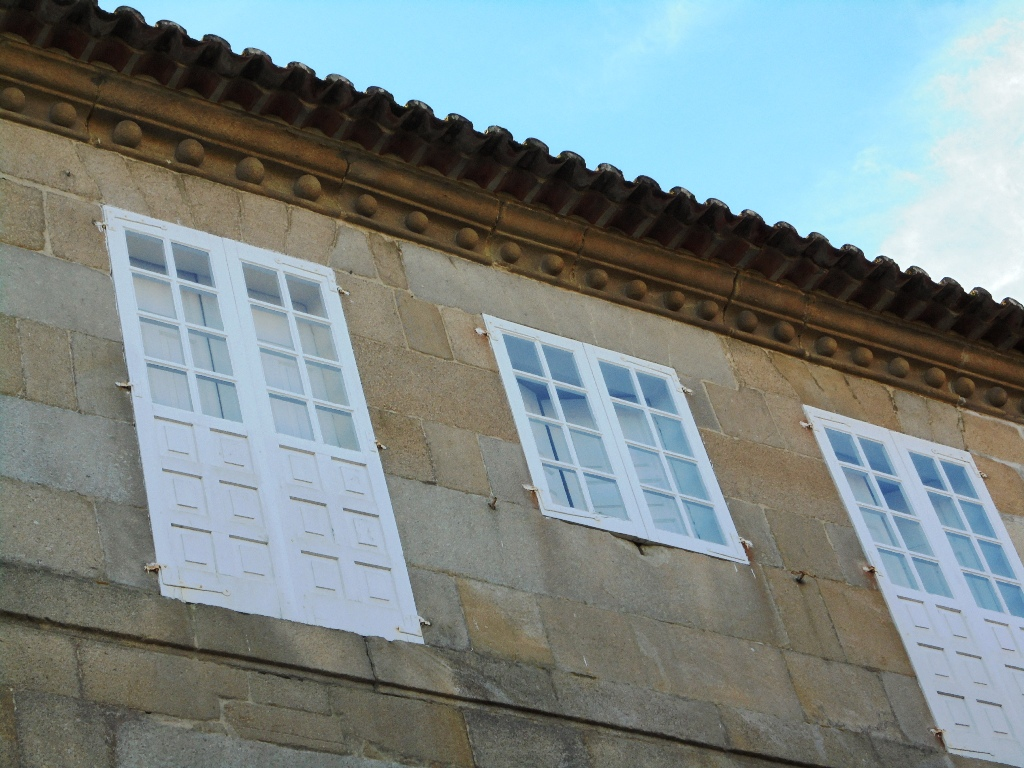
Decoração renascentista em forma de bolas na parte superior de uma das fachadas
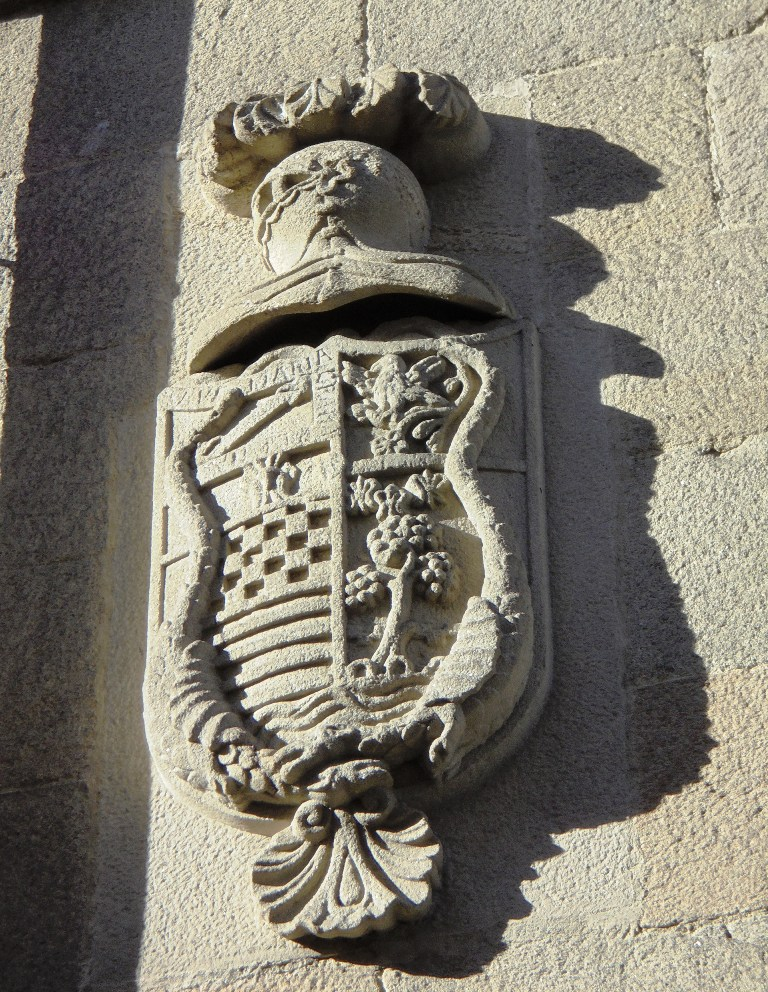
Brasão de armas da casa adjacente
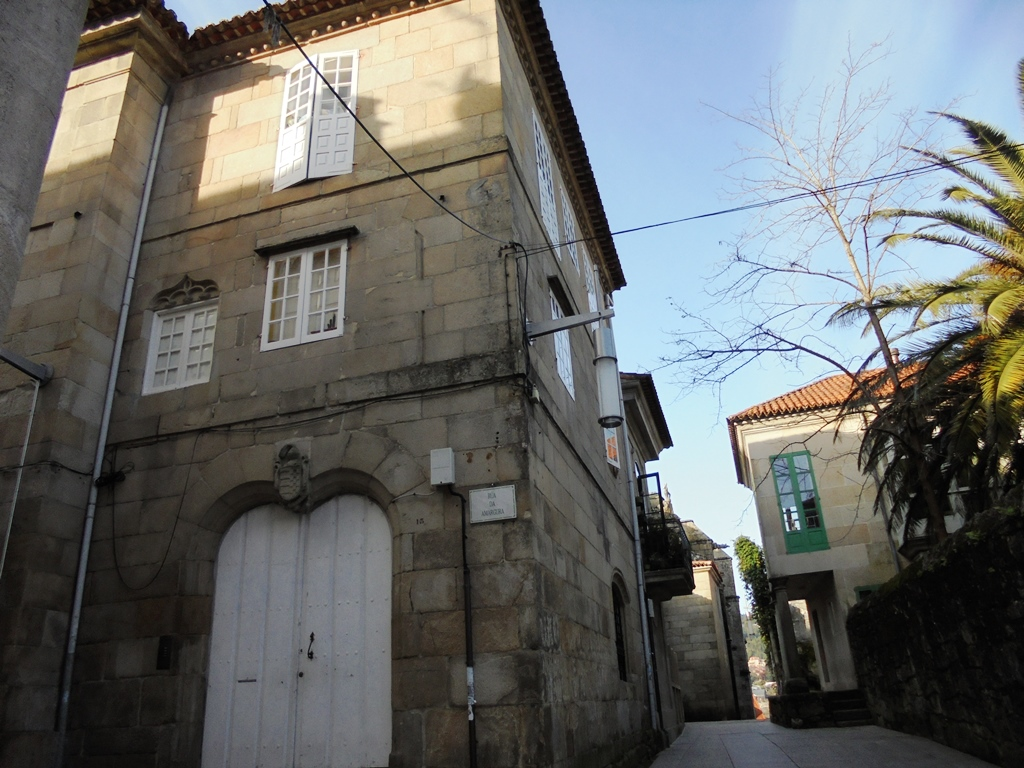
Fachada principal

### Artigos relacionados
- Centro Histórico de Pontevedra
- Casa dos Sinos
- Casa do Correio Velho